# 巴村 (茨城県)
巴村（ともえむら）は、茨城県鹿島郡にかつて存在した村である。現在の鉾田市北部。

## 位置・地勢
鹿島郡の北部に位し、巴川を隔てて東茨城郡および行方郡に接す。東西に長く南北に短い。西南は平坦にして巴川流域は低地である。東北の台地は地味良からざるも施肥により栽培に適しつつあり。

## 歴史
村名は村内を流れる巴川に由来する。

### 沿革
- 1889年（明治22年）4月1日 - 町村制施行により、紅葉村・菅野谷村・大和田村・上富田村・下富田村・鳥栖村・当間村が合併、鹿島郡巴村。
- 1955年（昭和30年）3月15日 - 鉾田町・徳宿村・新宮村・行方郡秋津村と合併し、改めて鉾田町が発足。同日巴村廃止。

変遷表
| 1868年 以前 | 1868年 以前 | 明治22年 4月1日 | 昭和30年 3月15日 | 平成17年 10月11日 | 現在   |
| ----------- | ----------- | --------------- | ---------------- | ----------------- | ------ |
|             | 紅葉村      | 巴村            | 鉾田町           | 鉾田市            | 鉾田市 |
|             | 菅野谷村    | 巴村            | 鉾田町           | 鉾田市            | 鉾田市 |
|             | 大和田村    | 巴村            | 鉾田町           | 鉾田市            | 鉾田市 |
|             | 上富田村    | 巴村            | 鉾田町           | 鉾田市            | 鉾田市 |
|             | 下富田村    | 巴村            | 鉾田町           | 鉾田市            | 鉾田市 |
|             | 鳥栖村      | 巴村            | 鉾田町           | 鉾田市            | 鉾田市 |
|             | 当間村      | 巴村            | 鉾田町           | 鉾田市            | 鉾田市 |

## 人口・世帯

### 人口
総数 [単位： 人]
| 1891年（明治24年） | 2,114 |
| 1909年（明治42年） | 2,808 |
| 1920年（大正 9年） | 3,247 |
| 1935年（昭和10年） | 3,665 |
| 1950年（昭和25年） | 5,296 |

### 世帯
総数 [単位： 世帯]
| 1920年（大正 9年） | 671 |
| 1935年（昭和10年） | 910 |
| 1950年（昭和25年） | 942 |

## 交通

### 鉄道
- 鹿島参宮鉄道
  - 鹿島参宮鉄道線
    - 坂戸駅 - 1943年から1956年までは休止

## 地域
紅葉（もみじ）、菅野谷（すげのや）、大和田（おおわだ）、上富田（かみとみた）、下富田（しもとみた）鳥栖、（とりのす）、当間（とうま）。以上7大字。

## 名所
- 無量寿寺 - 大字鳥栖。大同元年創立。光明山と号す。大正11年、九条武子参拝。
- 主石神社 - 大字大和田。村社。
- 郡方役所址 - 大字紅葉。水戸徳川家拠点の一。
- 用次城址 - 大字紅葉。鹿島助幹の居城。